# Oroslavje

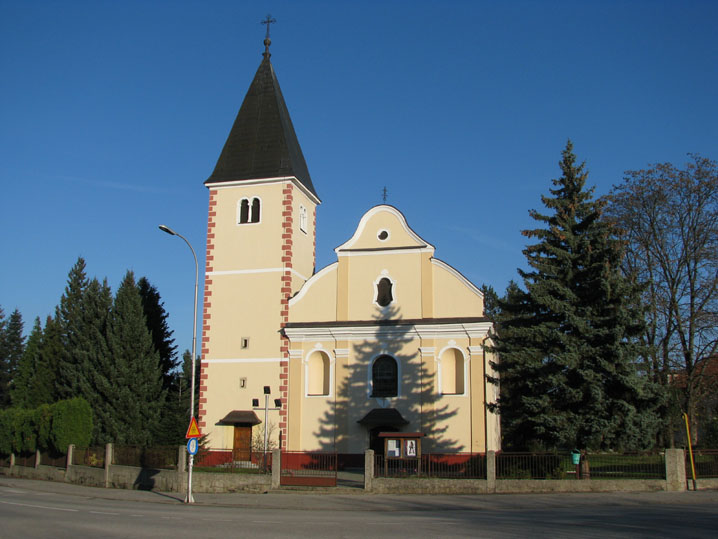
Kostel Nanebevzetí Panny Marie v Oroslavje

Oroslavje je město v Chorvatsku v Krapinsko-zagorské župě. Nachází se u řeky Lampuš (přítok Krapiny), mezi městy Donja Stubica a Zabok, asi 20 km jihovýchodně od Krapiny a asi 31 km severozápadně od Záhřebu. V roce 2011 žilo v Oroslavje 3 368 obyvatel, v celé opčině pak 6 138 obyvatel, Oroslavje je tak druhým největším městem Krapinsko-zagorské župy, ale až jejím třetím největším sídlem (po Krapině a opčině Bedekovčina). Název je odvozen od slova orao, které znamená orel. Žlutý orel s červenými drápy na modrém pozadí je také zobrazen ve znaku města.
Celkem se v opčině nachází 5 sídel, z nichž největší je její středisko, město Oroslavje.
- Andraševec – 859 obyvatel
- Krušljevo Selo – 523 obyvatel
- Mokrice – 758 obyvatel
- Oroslavje – 3 368 obyvatel
- Stubička Slatina – 630 obyvatel

Blízko Oroslavje prochází dálnice A2. Hlavní silnicí procházející Oroslavje je silnice D307, která vede z Marije Bistrice a napojuje se na silnici D1. Kromě této silnice pak z Oroslavje vycházejí silnice 2197 a 2216. Významná je pro dopravu i rychlostní silnice D14, vedoucí severně od města.

## Zajímavosti
- V Oroslavje se nachází zámek Donje Oroslavje, je však ve velmi špatném stavu. Kdysi se zde nacházel i druhý zámek Gornje Oroslavje, ten však celý shořel při požáru v roce 1949, a z něhož je zachována pouze zámecká zahrada a fontána se sochami delfínů, kteří kdysi sloužili jako chrliče. Taktéž se zachoval park, ve kterém jsou až sto let staré stromy, a socha lesní nymfy, prchající před Apollónem.
- Kostel Nanebevzetí Panny Marie
- Sloup se sochou orla na náměstí Oro trg